# Budzieszowce
Budzieszowce (dawniej niem. Korkenhagen) – wieś w Polsce, położona w województwie zachodniopomorskim, w powiecie goleniowskim, w gminie Maszewo.
Przez wieś przebiega droga wojewódzka nr 113.
W miejscowości był przystanek kolejowy Budzieszowce.
Zabytki
- Bezwieżowy kościółek kamienny z XIV w. Wewnątrz barokowa polichromia stropu[4].